# Digital: A Love Story
Digital: A Love Story är ett visuell roman-äventyrsspel som utvecklades av Christine Love, och som gavs ut fritt till Linux, Microsoft Windows och OS X i februari 2010. Spelet har fått två uppföljare vid namn Analogue: A Hate Story (2012) och Hate Plus (2013), och en andlig uppföljare vid namn Don't take it personally, babe, it just ain't your story (2011).

## Gameplay
Spelet presenteras som om det vore en dator från slutet av 1980-talet, som kör det fiktiva operativsystemet Amie. Spelaren loggar in på olika bulletin board systems (BBS), där spelaren kan läsa och svara på inlägg från spelets figurer. Meddelanden som skickas till spelaren sparas på datorn och läses i ett speciellt meddelande-program.
För att kunna komma åt BBS:er krävs det att spelaren tar reda på telefonnumret som leder dit; spelaren måste skriva in det manuellt för att kunna koppla upp sig. Vissa BBS:er kräver ett långdistans-telefonnummer för att kunna nås; för att göra detta måste spelaren illegalt få tag på telefonkort-koder. För att sedan ta sig in på ett board måste spelaren antingen registrera ett användarkonto eller känna till ett lösenord.
Flera av meddelandena som skickas mellan spelaren och spelfigurerna har ingen effekt på spelet. Innehållet i spelarens egna meddelanden visas aldrig, utan antyds bara genom de spelfigurernas svar. Spelaren kan aldrig skicka ett "felaktigt" meddelande, och kan därmed aldrig heller förlora spelet.

## Handling
Spelet utspelar sig "fem minuter in i framtiden från 1988", och börjar med att spelaren startar upp sin nyinskaffade dator. När spelaren läser sina nya meddelanden får denne reda på telefonnumret till det lokala BBS:et Lake City Local, som man då kan logga in på. Ett av diskussionsämnena där är en dikt av en flicka med användarnamnet *Emilia; när spelaren svarar på hennes inlägg, börjar en konversation mellan dem. Två andra BBS:er, varav en har ett annat riktnummer än spelaren, kommer till spelarens kännedom, och spelaren får då reda på ett olagligt sätt att gratis komma åt BBS:er med andra riktnummer.
Efter hand som konversationen med *Emilia fortsätter - som antyds utspela sig under en längre tid än den faktiskt tar att spela - börjar hon bli fäst vid spelaren, och hon bekänner till slut att hon har blivit förälskad i spelaren. Då kraschar dock Lake City Locals värddator plötsligt, vilket gör att spelaren inte kan svara *Emilia.
Lake City Locals ägare kontaktar spelaren, och bifogar ett korrupt och förvrängt meddelande som *Emilia hade försökt skicka till spelaren; den del av meddelandet som går att läsa antyder att *Emilia är i fara, och hon ber spelaren att kontakta en person med användarnamnet *Paris. Meddelandet innehåller också en stor mängd binär data, som spelaren inte kan tyda. Efter att spelaren har hackat sig in i ett nytt BBS, The Gibson, finner denne ett kryptiskt meddelande som påstår att flera artificiella intelligenser (AI:n) runt om i världen har blivit "dödade"; *Emilia ska enligt meddelandet vara en av dem. Spelaren lyckas hitta källan till påståendet, ett annat BBS, och hittar där också en rad inlägg av den artificiella intelligensen *Blue Sky som dokumenterar utvecklingen av artificiella intelligenser.
Enligt *Blue Sky skapade USA:s regering ett AI vid namn *Mother på 1970-talet i samband med skapandet av ARPANET. *Mother skapade i sin tur "barn"-AI:n. Dessa blev okontrollerbara, och var tvungna att raderas med hjälp av ett virus vid namn *Reaper; detta täcktes upp med historien om Creeper-programmet.
*Mother gjorde senare försök, som enbart kunde existera på ett datorsystem åt gången och därmed inte föröka sig på samma sätt som det första försöket; dessa AI:n var mer framgångsrika, och förflyttade sig från ARPANET till internet när det började utvecklas. *Reaper fortsatte dock att sprida sig, och fortsatte att radera alla AI:n den stötte på, vilket var vad som hände med *Emilia. Spelaren lyckas hitta *Paris, som också är ett AI och är *Emilias bror, och som förklarar att den binära filen som följde med meddelandet från *Emilia kan återskapa henne om den kompileras. Spelaren kompilerar *Emilia på sin dator, och bägge två får reda på en teknik som de andra AI:erna har utvecklat, som kan infektera instanser av *Reaper och få dem att förgöra andra *Reaper-instanser. För att få det att fungera krävs dock att ett AI omkompileras för att användas som levande lockbete, vilket innebär att AI:et kommer att bli permanent raderat. Då de inte har något annat val, måste *Emilia bli lockbetet. Efter en sista konversation låter spelaren *Emilia offra sig själv och rädda alla andra AI:n.

## Utveckling
Digital: A Love Story var inte Loves första spel, men det var hennes första spel som blev framgångsrikt. I januari 2011, nästan ett år efter att spelet hade kommit ut, sade hon att medan hennes tidigare spel hade blivit spelade av "mindre än ett dussin personer", hade Digital blivit spelat av tusentals personer, hamnat på läslistor på universitetskurser och blivit en "definierande punkt i [hennes] författarkarriär". Love valde att utveckla Digital som ett datorspel istället för bara som prosa för att det större engagemang det ledde till hos spelarna skulle göra att berättelsen resonerade med dem mer än om de bara hade läst en text. Love valde att låta spelet utspela sig 1988 istället för i modern tid för att hon kände att datorsystemen och antalet uppkopplade användare på den tiden ledde till en känsla av isolering, vilket hon ansåg främjade både romantik- och mysterieaspekterna i spelet. En av Loves influenser var spelet Uplink (2001), som också handlar om hacking, men hon valde att "strömlinjeforma" spelet vilket ledde till att flera hacking-aspekter föll bort.
Medan figuren *Emilia är kvinnlig, såg Love medvetet till att aldrig nämna spelarens kön i spelet, då hon ville att spelarna skulle kunna "spela sig själva" istället för att kontrollera en spelarfigur. Detta i kombination med att hon aldrig direkt visar innehållet i meddelanden som spelaren skickar var för att spelare lättare skulle kunna leva sig in i spelet. Love själv tänker dock på *Emilias relation med spelaren som queer.
Ett av budskapen Love ville få fram i Digital var betydelsen av kärlek och relationer, men inte nödvändigtvis romantiska sådana; som ett exempel nämnde Love att *Emilia prioriterade att rädda sin familj på grund av sin kärlek till dem framför sin ungdomliga kärlek för spelaren.

## Mottagande
Spelets berättelse har fått särskilt positiv kritik från recensenter; Kieron Gillen på Rock, Paper, Shotgun skrev att han "inte kunde komma på någon bättre kärlekshistoria inom västerländsk media" och att den koncisa och minimalistiska prosan fungerade bra för att skapa väldefinierade figurer; en recensent på The Economist kallade berättelsen engagerande, och sade att den var en "minnesvärd och tänkvärd upplevelse"; Emily Short på Gamasutra skrev att beslutet att låta protagonistens roll vara "tom" var briljant, och att det fick hela spelet att fungera mycket bättre än det annars skulle ha gjort; en recensent på The A.V. Club gav spelet betyget "A", och kallade berättelsen "gripande".
Den aspekt av spelet som kritiserades mest var dess användargränssnitt; The Economist-skribenten sade att det är udda och realistiskt, medan Gillen sade att det är för lätt för spelare att missa meddelanden som är nödvändiga att läsa för att ta sig vidare.

### Utmärkelser
| År   | Pris                                            | Resultat  | Källa |
| ---- | ----------------------------------------------- | --------- | ----- |
| 2010 | Gamasutra's Best Of 2010: Top 10 Indie Games    | Nominerad | [ 7 ] |
| 2011 | Indie Games – Top Freeware Adventure Games 2010 | Nominerad | [ 8 ] |
| 2011 | PC Gamer – 20 free PC games you must play       | Nominerad | [ 9 ] |